# 329
سنة 329 م (بالأرقام الرومانية: CCCXXIX) كانت سنة بسيطة تبدأ يوم الأربعاء (الرابط يظهر نموذج الجدول الزمني الكامل للسنة) من التقويم اليولياني. بدأت تسمية السنة ب329 منذ العصور الوسطى المبكرة، عندما أصبح تقويم أنو دوميني هو الأسلوب السائد في أوروبا لتسمية السنوات.

## أحداث
- سقوط دولة هان جاو الصينية

## مواليد
- ابن فارس
- اللاهوتي غريغوريوس نازيانزوس.

## وفيات
- فلافيا يوليا هيلانة أم الإمبراطور الروماني قسطنطين الأول.
- أمرؤ القيس بن عمر بن عدي، ثاني ملوك الحيرة.